# Christian Flaschberger
Christian Flaschberger (7 febbraio 1983) è un ex sciatore alpino austriaco.

## Biografia
Originario di Weißbriach di Gitschtal e fratello di Bernhard, a sua volta sciatore alpino, Flaschberger, attivo dal novembre del 1998, esordì in Coppa Europa il 17 gennaio 2001 ad Altenmarkt-Zauchensee in discesa libera (109º); ai Mondiali juniores del Briançonnais 2003 vinse la medaglia di bronzo nella combinata. In Coppa Europa conquistò l'unico podio il 18 gennaio 2008 a Crans-Montana in supercombinata (3º) e prese per l'ultima volta il via il 17 dicembre successivo a Patscherkofel in discesa libera (62º); si ritirò durante quella stessa stagione 2008-2009 e la sua ultima gara fu lo slalom gigante dei Campionati austriaci juniores 2009, disputato il 30 gennaio a Lachtal e chiuso da Flaschberger al 34º posto. In carriera non debuttò in Coppa del Mondo né prese parte a rassegne olimpiche o iridate.

## Palmarès

### Mondiali juniores
- 1 medaglia:
  - 1 bronzo (combinata a Briançonnais 2003)

### Coppa Europa
- Miglior piazzamento in classifica generale: 17º nel 2005
- 1 podio:
  - 1 terzo posto

#### Coppa Europa - gare a squadre
- 1 podio:
  - 1 terzo posto

### Campionati austriaci
- 1 medaglia:
  - 1 bronzo (slalom gigante nel 2007)